# Cleota Gage Fry
 Cleota Gage Fry  (* 30. Dezember 1910 in Shoshone, Idaho; † 1. Juli 2001 in Lafayette (Indiana)) war eine US-amerikanische Mathematikerin, Physikerin und Hochschullehrerin.

## Leben und Forschung
Gage Fry war das älteste von vier Kindern und erhielt ihre Grundschulausbildung in Portland (Oregon), wo sie 1929 die Roosevelt High School absolvierte. Sie besuchte dann das Reed College, wo sie 1933 ihren Bachelor-Abschluss in Physik erhielt. 1936 erhielt sie den Master-Abschluss an der Purdue University, wo sie 1939 bei Howard Kibble Hughes in Mathematik mit dem Nebenfach Physik promovierte. Der Titel ihrer Dissertation lautete: Asymptotic Developments Of Certain Integral Functions. Von 1939 bis zu ihrer Pensionierung unterrichtete sie zu verschiedenen Zeiten Mathematik und Physik an der Purdue University in West Lafayette (Indiana) . Bis 1940 war sie Assistenzlehrerin für Mathematik, bis 1945 Dozentin für Physik, bis 1947 Ausbilderin, bis 1955 Assistenzprofessorin und bis 1977 außerordentliche Professorin. Von 1952 bis 1961 war sie auch Assistentin des Dekans an der School of Science.  1952 war sie Mitautorin eines Lehrbuchs für Mathematik am College. Das Reed College erhielt aus ihrem Nachlass Mittel für ein bedarfsorientiertes Cleota Gage Fry-Stipendium.

## Mitgliedschaften
- American Mathematical Society
- Mathematical Association of America
- American Physical Society
- Sigma Xi

## Veröffentlichungen (Auswahl)
- 1942 with H. K. Hughes. Asymptotic developments of certain integral functions. Duke Math. J. 9.
- 1952: mit W. L. Ayres; H. F. S. Jonah: General College Mathematics. New York, Toronto, and London: McGraw-Hill Book Co.
- 1943: mit H. K. Hughes. Asymptotic developments of certain integral functions. Bull. Amer. Math. Soc. 49:45 #33. Presented by title to cancelled meeting of the AMS, New York City, 27–28 Dec 1942.
- 1946: mit H. K. Hughes: Asymptotic developments of types of generalized Bessel functions. Bull. Amer. Math. Soc. 52:818 #297. Presented by H. K. Hughes to the AMS, Ithaca, NY, 22 Aug 1946.